# 갑상샘 호르몬
갑상샘호르몬(영어: thyroid hormone)은 갑상샘에서 분비되는 호르몬으로 물의 대사를 비롯해서 신체의 기초 대사를 조절하여 몸의 발육을 촉진시키는 일을 한다. 갑상선호르몬으로도 부른다.

갑상샘호르몬 T_{3}와 T_{4} 전달 체계도

넓은 뜻에서 갑상샘호르몬은 티록신(thyroxine, T4), 삼요드티로닌(triiodothyronine, T3), 티로칼시토닌(thyrocalcitonin)의 3가지 중 하나를 말하나 대개의 경우 티록신과 삼요드티로닌 만을 뜻한다.

## 합성
간뇌의 시상하부는 갑상샘자극호르몬 분비호르몬(영어: Thyrotropin-Releasing Hormone, TRH)을 통해 뇌하수체에서 갑상샘 자극 호르몬을 방출하도록 요청한다. 뇌하수체가 갑상샘 자극 호르몬(영어: Thyroid-Stimulating Hormone, TSH)을 분비하면 갑상샘에서 갑상샘호르몬의 합성 및 분비가 촉진된다. 섭취하여 체내에 들어온 아이오딘이 능동 운반에 의해 갑상샘 세포안에 들어가 세포에 있는 단백질인 갑상샘 글로블린과 결합하여 갑상샘호르몬으로 합성된다. 요오드가 3분자 결합한 것을 T3, 4분자 결합한 것을 T4라 부른다. 분비되는 갑상샘호르몬 중 90 % 이상이 T4이다. 혈중으로 분비된 갑상샘 호르몬은 혈중 단백질과 결합하는데 대부분은 티로신결합 글로불린과 결합하며 일부는 알부민과 결합한다.

## 기능
특정 부위에만 영향을 주는 대부분의 호르몬과는 달리 갑상샘호르몬은 거의 모든 몸세포에서 바탕질 대사에 관여하여 에너지 생성을 증가시키고 성장 발육을 촉진한다. 또 몸의 온도를 조절하는 역할을 한다. 추울 때 몸을 떠는 것은 몸에 열을 내는 한 방법이다. 운동을 하면 몸에 열이 나는 것과 같이 근육을 진동시켜 열을 내는 것이다. 이때 몸속 세포는 우리가 섭취한 음식물 등에 들어 있는 영양소를 분해하여 열을 발생시킨다. 갑상샘호르몬은 그 세포들이 더많은 열을 내도록 하는 역할을 한다. 갑상샘호르몬은 인체의 모든 기관이 적절한 속도로 제 기능을 수행하도록 돕는 역할을 한다. 따라서 갑상샘호르몬이 부족하면 몸의 세포는 정상 속도보다 더디게 일을 하고, 넘치면 아주 빠른 속도로 일을 한다.
갑상샘호르몬이 부족한 갑상샘 기능 저하증은 대사 과정에 속도가 느려지면서, 몸이 무기력해지고 식욕이 감소하고 체중이 증가하며 심장박동수가 감소하고 추위를 참지 못하며 피부에 단백질이 축적되어 점액부종이 유발된다.
갑상샘 기능 항진증은 몸에 갑상샘호르몬이 지나치게 많이 분비되었을 때 생기는 질환으로 대사 과정 속도가 빨라져 심장 또한 빨리 뛰고 몸에 많은 열이 나서 더위를 참지못한다. 이때, 몸의 세포가 많은 일을 하고 영양소의 분해양이 증가하면서 식욕은 왕성해지지만 체중은 오히려 감소하는 현상이 벌어진다.
갑상샘호르몬은 태아와 신생아의 뇌를 비롯한 신체의 성장 발육에 필수적인 요소다. 태아는 임신 12주까지는 엄마의 갑상샘호르몬에 의존하다가 이후에는 스스로 합성을 시작한다. 태아의 뇌간과 대뇌 신경은 엄마의 갑상샘호르몬에 전적으로 의존하는 시기에 형성된다. 이후 신경이 성숙해지고 뇌의 연결이 발달하는 때에는 자신이 만든 호르몬과 엄마의 호르몬 모두의 도움을 받는다. 또한 뇌의 90% 이상이 발달하는 1세부터 4세까지의 시기에 갑상샘호르몬의 문제가 발생하면 정신 지체 장애와 같은 성장장애가 올 수도 있다고 한다.

## 역사
1859년 독일 쉬프는 갑상샘이 생명 유지에 필수적이라는 가설을 세우고 개와 기니피그가 갑상샘 전절제술 후 죽는 것을 관찰한 뒤 치료 목적으로 갑상샘을 이식할 것을 제안하였다. 1891년 머레이는 점액수종 환자에게 양의 갑상샘 추출물을 주입하여 치료에 성공한다. 매켄지는 환자들에게 갑상샘 추출물을 경구 투여하여 치료에 성공하였다. 영국 소아과 의사 허치슨은 요드가 갑상샘 여포 내에 콜로이드 형태로 농축된다는 사실을 밝혀냈고, 1899년 오스왈드는 요드화된 단백질을 추출하여 타에로글로빈(영어: thyero globin)라 불렀다. 1914년 메이오 클리닉의 켄들은 활성물질의 분리를 위해 요드를 표지자로 이용하던 중 결정체 분리에 성공하는데 한 분자당 인돌(indole) 핵 한 개에 요드 원자 세개가 복합된 물질이라는 생각에서 thyroxyindole을 줄인 타이록신(영어: thyroxin)라 부른다.그는 타이록신이 갑상샘호르몬일 것이라고 추정했지만 후속 연구에서 합성에는 실패했는데, 1926년 영국 해링턴은 한 분자당 네 개의 요드로 이루어진 구조를 밝혀내, 합성에 성공한다. 해링턴은 아미노산 유도체의 명명법에 따라 타이록신에 e를 붙여 티록신(영어: thyroxine)으로 이름을 고칠 것을 제안했다. 켄들이 추출해 낸 티록신과 해링턴의 합성제제 모두 효과에 비해 너무 고가였기 때문에 갑상샘기능저하증과 갑상샘종의 치료에는 대부분 건조 갑상샘 조직이 이용되었다. 1949년에는 장에서 흡수가 잘 되는 레보 티록신(영어: L-thyroxine) 형태의 갑상샘호르몬제 합성에 성공하여 비로소 대중화가 가능해졌다. 이후 같은 연구소에 있던 피트 리버와 그로스는 티록신보다 활성이 높은 혈장내 삼요드티로닌(triiodothyronine)을 찾아내는데 성공했다.

## 같이 보기
- 질병
  - 갑상선기능저하증
  - 갑상선종
  - 그레이브스병
- 물질
  - 항갑상샘제
    - 프로필티오우라실
    - 메티마졸

  - 호르몬
    - 갑상샘호르몬
      - 칼시토닌
      - 트라이아이오도티로닌
      - 티록신
- 갑상샘